# یغیا شامشیان
یغیا هاکوبی شامشیان (ارمنی: Եղիա Հակոբի Շամշյան؛ زادهٔ ۱۵ مهٔ ۱۹۵۰) یک  سیاستمدار اهل ارمنستان است که از تاریخ ۱۹۹۰ تا تاریخ ۱۹۹۵ سمت نمایندگی دوره اول شورای عالی جمهوری ارمنستان را برعهده داشت.

## زندگی‌نامه
در 	۱۵ مهٔ ۱۹۵۰ در ارمنستان به دنیا آمد . 